# Jean-Thomas-Élisabeth Richer de Sérizy
Jean-Thomas-Élisabeth Richer de Sérizy (1759–1803) foi um contra revolucionário francês. Ele fundou o jornal l'Accusateur public.
Richer de Sérizy nasceu em Paris em uma família nobre e morreu em Londres.
Ele havia contraído um casamento de conveniência com Mlle Calame de La Prairie, filha de uma atriz e do Príncipe de Conti. Ela o acusou de ser violento. O divórcio durou cerca de dez anos, durante os quais ela teve que pagar uma pensão a ele. Durante a Revolução, uma denúncia anônima o descreveu como um "homem sem moral, conhecido em toda Paris pela depravação de sua vida privada, por seus gostos passivos e marcado pela mais revoltante incivilidade (...)."
Preso em 14 de frimário, Ano II (4 de dezembro de 1793), foi trancado na prisão de Carmes, então na de Luxemburgo. Depois de 9 Termidor, ele foi enviado para terminar sua reclusão no sanatório de Monte Print e depois se hospedou Belhomme.
Ele foi libertado em 6 de vendemiário, Ano III (27 de setembro de 1794) e começou a escrever seu jornal l'Accusateur public. Ele desempenhou um papel importante na seção Le Pele e coordenou a ação das seções contrarrevolucionárias em 12 de vendemiário dentro de um comitê central que preparou a Restauração de Luís XVIII da França. O fracasso da Revolta Realista de 13 de Vendemiário Ano IV (5 de outubro de 1795) não é atribuível a ele. Derrotado, ele foi processado, mas absolvido pelo júri do Sena. Ele foi proscrito novamente após o Golpe de 18 de Frutidor Ano V (4 de setembro de 1797). Com antigos associados de Philippe Égalité, ele frequentava a casa de Grace Elliott, vigiado de perto pela polícia do Diretório. Ele escapou por pouco da deportação para Caiena e acabou se refugiando em Londres, onde morreu aos quarenta e quatro anos.